# Associazione Calcio Pistoiese 1999-2000
Questa voce raccoglie le informazioni riguardanti l'Associazione Calcio Pistoiese nelle competizioni ufficiali della stagione 1999-2000.

## Stagione
Nella stagione 1999-2000 la neopromossa Pistoiese disputa il campionato di Serie B, raccoglie 45 punti con il sedicesimo posto, per ottenere la salvezza disputa e vince uno spareggio contro il Cesena. La squadra arancione, sempre allenata da Andrea Agostinelli ottiene 23 punti nel girone di andata e 26 punti nel ritorno, facendo la corsa per mantenere la categoria su Alzano e Cesena, quest'ultima agguantata al quart'ultimo posto, grazie alla vittoria (1-2) ottenuta a Ravenna nell'ultima giornata, mentre i romagnoli pareggiavano (1-1) a Bergamo. Poi negli spareggi salvezza la Pistoiese ha fatto valere la sua miglior freschezza. Miglior realizzatore stagionale dei toscani, l'attaccante Giacomo Banchelli arrivato in prestito a novembre dall'Atalanta, autore di nove reti. Nella Coppa Italia che è ritornata a giorni, almeno nel turno preliminare composto dalle squadre di Serie B e Serie C1, la Pistoiese è stata inserita nel girone 4, che ha promosso al secondo turno l'Atalanta.

## Rosa
| N. |                      | Ruolo | Calciatore            |
| -- | -------------------- | ----- | --------------------- |
| 1  | Italia (bandiera)    | P     | Mirko Bellodi         |
| 1  | Italia (bandiera)    | P     | Pietro Iacono         |
| 2  | Italia (bandiera)    | D     | Gianbattista Scugugia |
| 3  | Italia (bandiera)    | D     | David Bianchini       |
| 4  | Italia (bandiera)    | C     | Gianluca Lillo        |
| 5  | Italia (bandiera)    | D     | Andrea Bellini        |
| 6  | Italia (bandiera)    | C     | Fabrizio Fioretti     |
|    | Italia (bandiera)    | C     | Salvatore Papotto     |
| 7  | Italia (bandiera)    | C     | Giuseppe Castiglione  |
| 8  | Italia (bandiera)    | C     | Pasquale Sensibile    |
| 8  | Italia (bandiera)    | P     | Marco Roccati         |
| 9  | Italia (bandiera)    | A     | Enio Bonaldi          |
| 10 | Argentina (bandiera) | C     | Adrián Ricchiuti      |
| 11 | Italia (bandiera)    | A     | Giancarlo Pantano     |
| 12 | Italia (bandiera)    | P     | David Dei             |
| 13 | Italia (bandiera)    | A     | Silvio Dellagiovanna  |
| 14 | Italia (bandiera)    | D     | Filippo Medri         |
| 15 | Italia (bandiera)    | D     | Alessandro Agostini   |
| 16 | Italia (bandiera)    | C     | Daniele Amerini       |
| 17 | Italia (bandiera)    | C     | Massimo Orlando       |
| 18 | Italia (bandiera)    | C     | Mirko Benin           |

| N. |                      | Ruolo | Calciatore               |
| -- | -------------------- | ----- | ------------------------ |
| 19 | Italia (bandiera)    | D     | Alex Negro Frer          |
| 20 | Italia (bandiera)    | D     | Emanuele Simoni          |
| 21 | Italia (bandiera)    | C     | Marco Vendrame           |
| 21 | Italia (bandiera)    | D     | Paolo Tramezzani         |
| 22 | Italia (bandiera)    | C     | Claudio Ferrarese        |
| 23 | Italia (bandiera)    | C     | Willi Pittana            |
| 23 | Italia (bandiera)    | P     | Juri Gelli               |
| 24 | Italia (bandiera)    | C     | Daniele Bellotto         |
| 25 | Italia (bandiera)    | D     | Marco Mazzoli            |
| 26 | Italia (bandiera)    | A     | Felice Foglia            |
| 26 | Italia (bandiera)    | A     | Emilio Belmonte          |
| 27 | Italia (bandiera)    | A     | Corrado Colombo          |
| 28 | Italia (bandiera)    | C     | Filippo Carobbio         |
| 29 | Italia (bandiera)    | C     | Angelo Carbone           |
| 30 | Italia (bandiera)    | D     | Stefano Pratesi          |
| 31 | Italia (bandiera)    | C     | Claudio Nuti             |
| 32 | Italia (bandiera)    | A     | Michele Desole           |
| 33 | Italia (bandiera)    | A     | Giacomo Banchelli        |
| 35 | Italia (bandiera)    | C     | Francesco Valiani        |
|    | Italia (bandiera)    | P     | Massimiliano Della Lucia |
|    | Argentina (bandiera) | A     | Sergio Comba             |

## Risultati

### Serie B

#### Girone di andata
| Arbitro: | Rodomonti (Teramo) |

|  |           |                     |
|  | Marcatori | 20’ (rig.) Palmieri |

| San Benedetto del Tronto 5 settembre 1999 2ª giornata | Fermana          | 0 – 0 | Pistoiese | Stadio Riviera delle Palme\| Arbitro: \| Rosetti (Torino) \| |
| Arbitro:                                              | Rosetti (Torino) |       |           |                                                              |

| Arbitro: | Zaltron (Bassano del Grappa) |

|                          |           |                 |
| Bonaldi 50’ Bellotto 65’ | Marcatori | 51’ Ghirardello |

| Arbitro: | Bertini (Arezzo) |

|                       |           |  |
| Di Michele 45+2’, 55’ | Marcatori |  |

| Arbitro: | Pin (Conegliano) |

|                           |           |                   |
| Bellotto 57’ Scugugia 59’ | Marcatori | 77’ (rig.) Corini |

| Arbitro: | N. Ayroldi (Molfetta) |

|                        |           |  |
| Hubner 44’ (rig.), 57’ | Marcatori |  |

| Arbitro: | Pirrone (Messina) |

|                             |           |  |
| Fioretti 39’ C. Colombo 81’ | Marcatori |  |

| Arbitro: | Gabriele (Frosinone) |

|                         |           |              |
| Doni 5’, 16’ Caccia 37’ | Marcatori | 41’ Fioretti |

| Arbitro: | Strazzera (Trapani) |

|  |           |                            |
|  | Marcatori | 49’ Barollo 88’ Campedelli |

| Arbitro: | Soffritti (Ferrara) |

|                 |           |             |
| Bucchi 66’, 76’ | Marcatori | 7’ Fioretti |

| Arbitro: | Pirrone (Messina) |

|                              |           |                      |
| A. Bellini 48’ Ferrarese 76’ | Marcatori | 92’ (rig.) Francioso |

| Arbitro: | Serena (Bassano del Grappa) |

|                      |           |               |
| Ambrosi 45+1’ (rig.) | Marcatori | 74’ Ferrarese |

| Arbitro: | N. Ayroldi (Molfetta) |

|              |           |              |
| Ferrarese 5’ | Marcatori | 9’ Salvatori |

| Arbitro: | Saccani (Mantova) |

|              |           |  |
| Servidei 37’ | Marcatori |  |

| Arbitro: | Messina (Bergamo) |

|                      |           |  |
| Banchelli 55’ (rig.) | Marcatori |  |

| Arbitro: | Soffritti (Ferrara) |

|                           |           |  |
| Zhabov 17’ Tatti 77’, 93’ | Marcatori |  |

| Pistoiese 6 gennaio 2000 17ª giornata | Pistoiese           | 0 – 0 | Pescara | Stadio Comunale\| Arbitro: \| Castellani (Verona) \| |
| Arbitro:                              | Castellani (Verona) |       |         |                                                      |

| Napoli 9 gennaio 2000 18ª giornata | Napoli             | 0 – 0 | Pistoiese | Stadio San Paolo\| Arbitro: \| De Santis (Tivoli) \| |
| Arbitro:                           | De Santis (Tivoli) |       |           |                                                      |

| Arbitro: | Saccani (Mantova) |

|                         |           |  |
| Banchelli 47’ Benin 86’ | Marcatori |  |

#### Girone di ritorno
| Arbitro: | Strazzera (Trapani) |

|             |           |  |
| Dionigi 64’ | Marcatori |  |

| Arbitro: | Paparesta (Bari) |

|               |           |             |
| Ricchiuti 81’ | Marcatori | 9’ Chianese |

| Arbitro: | Branzoni (Pavia) |

|             |           |               |
| Porchia 50’ | Marcatori | 34’ Banchelli |

| Arbitro: | Bertini (Arezzo) |

|                       |           |  |
| A. Carbone 34’ (rig.) | Marcatori |  |

| Arbitro: | N. Ayroldi (Molfetta) |

|               |           |  |
| Zironelli 29’ | Marcatori |  |

| Arbitro: | Nucini (Bergamo) |

|  |           |             |
|  | Marcatori | 28’ Stroppa |

| Arbitro: | Collina (Viareggio) |

|                              |           |                                                                       |
| Di Natale 23’ Cappellini 51’ | Marcatori | 6’ Bellotto 15’, 86’ Banchelli 18’ A. Bellini 45+1’ (rig.) A. Carbone |

| Pistoia 19 marzo 2000 27ª giornata | Pistoiese                              | 0 – 0 | Atalanta | Stadio Comunale\| Arbitro: \| Pellegrino (Barcellona Pozzo di Gotto) \| |
| Arbitro:                           | Pellegrino (Barcellona Pozzo di Gotto) |       |          |                                                                         |

| Arbitro: | N. Ayroldi (Molfetta) |

|                                       |           |              |
| Campolonghi 55’ Taldo 66’, 85’ (rig.) | Marcatori | 25’ Bellotto |

| Arbitro: | Nucini (Bergamo) |

|                                   |           |               |
| Banchelli 18’, 27’ Tramezzani 24’ | Marcatori | 41’ Palladini |

| Arbitro: | Zaltron (Bassano del Grappa) |

|                             |           |           |
| Mutarelli 27’ Francioso 94’ | Marcatori | 63’ Benin |

| Pistoia 22 aprile 2000 31ª giornata | Pistoiese           | 0 – 0 | Monza | Stadio Comunale\| Arbitro: \| P. Rossi (Ciampino) \| |
| Arbitro:                            | P. Rossi (Ciampino) |       |       |                                                      |

| Arbitro: | Trentalange (Torino) |

|                       |           |                            |
| G. Ferrari 37’ (rig.) | Marcatori | 17’, 21’ (rig.) A. Carbone |

| Arbitro: | Pin (Conegliano) |

|                                        |           |                            |
| A. Carbone 27’ Banchelli 49’ Benin 64’ | Marcatori | 33’ Borgobello 46’ Miccoli |

| Arbitro: | Castellani (Verona) |

|                                       |           |                                                           |
| Toni 36’ Bortoluzzi 44’ Filippi 45+1’ | Marcatori | 25’ (aut.) Bortoluzzi 80’ Banchelli 84’ (rig.) C. Colombo |

| Arbitro: | Messina (Bergamo) |

|              |           |  |
| Bellotto 14’ | Marcatori |  |

| Arbitro: | Treossi (Forlì) |

|                    |           |  |
| Allegri 43’ (rig.) | Marcatori |  |

| Arbitro: | Cesari (Genova) |

|  |           |             |
|  | Marcatori | 25’ Schwoch |

| Arbitro: | Tombolini (Ancona) |

|            |           |                               |
| Grabbi 40’ | Marcatori | 28’ Tramezzani 59’ A. Carbone |

#### Spareggi salvezza
| Arbitro: | Messina (Bergamo) |

|                                            |           |                  |
| Castiglione 8’ Bellotto 15’ C. Colombo 85’ | Marcatori | 30’ (rig.) Taldo |

| Arbitro: | Cesari (Genova) |

|             |           |  |
| Cangini 21’ | Marcatori |  |

### Coppa Italia

#### Girone 4 - Turno preliminare
| Verona 15 agosto 1999 1ª giornata | Chievo           | 0 – 0 | Pistoiese | Stadio Marcantonio Bentegodi\| Arbitro: \| Branzoni (Pavia) \| |
| Arbitro:                          | Branzoni (Pavia) |       |           |                                                                |

| Arbitro: | Collina (Viareggio) |

|  |           |                     |
|  | Marcatori | 7’, 64’, 79’ Caccia |

| Arbitro: | Braschi (Prato) |

|                                                |           |  |
| Bellotto 24’ Pontano 79’ (rig.) A. Bellini 84’ | Marcatori |  |

| Arbitro: | Soffritti (Ferrara) |

|                          |           |                               |
| Serafini 11’ Zanetti 60’ | Marcatori | 29’ A. Agostini 69’ Ricchiuti |

| Arbitro: | Pirrone (Messina) |

|             |           |                |
| Bonaldi 68’ | Marcatori | 58’ Lombardini |

| Arbitro: | Guiducci (Arezzo) |

|                                            |           |  |
| Caniggia 17’ C. Colombo 45’ G. Bellini 80’ | Marcatori |  |